# Aminofilin
Aminofilin je bronhodilatator. On se sastoji od teofilina sa etilendiaminom u odnosu 2:1. Etilendiamin poboljšava rastvorljivost. Aminofilin se obično nalazi kao dihidrat Aminofilin je neselektivan antagonist adenozinskog receptora i inhibitor fosfodiesteraze.